# Museo Nacional de Historia (México)
El Museo Nacional de Historia de México está ubicado en el Castillo de Chapultepec, en la alcaldía Miguel Hidalgo de la Ciudad de México. Fundado en 1939 por decreto presidencial de Lázaro Cárdenas e inaugurado el 27 de septiembre de 1944, conserva colecciones arqueológicas, históricas, artísticas y patrimoniales de la historia de México desde la época de los mexicas hasta la Revolución mexicana. Cuenta con 12 salas de exhibición permanente y 22 salas con recreaciones históricas dentro del área conocida como Alcázar. Tiene además un departamento de investigación y curaduría dedicado al estudio de sus propias colecciones. Asimismo cuenta con áreas de restauración y depósito para sus más de 60 mil objetos, mismos que son materia de préstamo a otros museos de México.

## Historia
México contaba con antecedentes de un museo histórico en el Museo Nacional de Historia decretado en 1825 por el presidente Guadalupe Victoria. Dados los bienes históricos que se resguardaban en el edificio en 1916 el gobierno mexicano planteó la creación de un museo dedicado al Segundo Imperio Mexicano en la planta baja del castillo. Aún la Revolución Mexicana no detuvo la donación y resguardo de miles de objetos históricos que eran resguardados en el edificio del Museo Nacional en la calle de Moneda en el Centro Histórico de la capital mexicana. En 1925 una nueva petición de José de Jesús Núñez y Domínguez, director del Departamento de Historia del Museo Nacional de Arqueología al presidente Plutarco Elías Calles de crear el museo dedicado al imperio de Maximiliano fue negada.
El museo fue creado el 3 de enero de 1939 por decreto de Lázaro Cárdenas el Instituto Nacional de Antropología e Historia (INAH), con la finalidad de salvaguardar el patrimonio histórico de México. Dicho documento establecía la fundación de un Museo Nacional de Historia, aprobándose el decreto legislativo del recinto el 22 de diciembre de 1938. El inicio del museo fue con 15,000 objetos, según Núñez y Domínguez. Diversos personajes como Alfonso Caso, Luis Castillo Ledón y el mismo Núñez convencieron a Lázaro Cárdenas de que el alcázar dejara su función de residencia presidencial y se convirtiera en una mansión histórica como parte del museo. Lázaro Cárdenas se mudaría a la Residencia Oficial de los Pinos, hoy centro cultural. En 1940 empieza a recibir visitantes que recorren sus primeras salas y exhibiciones. Fue inaugurado formalmente el 27 de septiembre de 1944.

## Colecciones
Los acervos del museo fueron nutridos de manera paulatina a lo largo de diversos siglos, debido a ello son denominadas por el equipo de investigación como curadurías. Actualmente está compuesto de las siguientes:
- Pintura, escultura, dibujo, grabado y estampa
- Numismática
- Documentos históricos y banderas
- Tecnología y armas
- Indumentaria y accesorios
- Mobiliario y enseres domésticos

## Exhibiciones
El museo cuenta con un conjunto de espacios dedicados a la exhibición de piezas, las Salas de historia; las Salas del Alcázar, mismas que exhiben recreaciones históricas de la época en que fue residencia de gobierno así como un jardín. Asimismo, el museo conserva en muchos de sus espacios murales que forman igualmente parte de su acervo artístico.

### Salas de historia
Las salas de historia son: 
- Sala 1: Dos continentes aislados (...-1521)
- Salas 2, 3, 4 y 5: El reino de Nueva España     (1521-1821)
- Sala 6: La guerra de Independencia (1810-1821)
- Salas 7 y 8: La joven nación (1821-1867)
- Salas 9 y 10: Hacia la modernidad (1867-1910)
- Salas 11 y 12: Siglo XX (1910-...)

### Salas del Alcázar
Las salas del alcázar son: 
- Salón de carruajes
- Sala introductoria
- Sala de lectura
- Salón de juegos
- Fumador
- Comedor
- Antecomedor
- Escalera interior
- Salón de los gobelinos
- Salón de té
- Recámara de Carlota
- Gabinete de aseo
- Sala de estar
- Sala de acuerdos
- Antesala de acuerdos
- Escalera de los leones
- Sala de la Batalla de Chapultepec
- Recámara de Porfirio Díaz
- Recámara de Carmen Romero Rubio
- Despacho de Carmen Romero
- Galería de emplomados
- Salón de embajadores
- Despacho del presidente

### Murales
El espacio histórico del museo contaba con los murales de las Bacantes hechas por Santiago Rebull en el siglo XIX en el alcázar del castillo. En el siglo XX dos directores del museo, Silvio Zavala y Antonio Arriaga, promovieron la elaboración de murales en diversos espacios del museo con el fin de cumplir una misión educativa y complementar el discurso histórico y visual promovido desde el gobierno mexicano, a la misma usanza de otros espacios públicos con el muralismo mexicano. Además, con ello se buscaba paliar las pérdidas de colecciones históricas en ciertos periodos históricos del país como los de guerra del siglo XIX y de la revolución mexicana. Dicha convocatoria hecha por el museo incluyó, por tanto, a pintores con una gran variedad de estilos artísticos que plasmaron distintas temáticas de la historia mexicana:
| Obra                                                                                     | Autor                     | Año         | Ubicación                     |
| ---------------------------------------------------------------------------------------- | ------------------------- | ----------- | ----------------------------- |
| Las Bacantes                                                                             | Santiago Rebull           | 1866 - 1894 | Alcázar del castillo          |
| Alegoría de la Revolución mexicana                                                       | Eduardo Solares Gutiérrez | 1933        | Escalera principal            |
| La Reforma y la caída del Imperio                                                        | José Clemente Orozco      | 1948        |                               |
| Vista arquitectónica de la ciudad de Puebla                                              | Dr. Atl                   | 1932 - 1934 |                               |
| Mapa etnográfico de Norte y Centro América                                               | José Reyes Meza           | 1959        |                               |
| Retablo de la Independencia                                                              | Juan O'Gorman             | 1960-1961   | Sala 6                        |
| La fusión de dos culturas                                                                | Jorge González Camarena   | 1963        |                               |
| La Toma de Zacatecas                                                                     | Ángel Boliver             | 1965        |                               |
| Del Porfirismo a la Revolución                                                           | David Alfaro Siqueiros    | 1967        |                               |
| La Constitución de 1917                                                                  | Jorge González Camarena   | 1967        |                               |
| Entrada triunfal de Benito Juárez al Palacio Nacional                                    | Antonio González Orozco   | 1967        | Sala de carruajes históricos. |
| Sufragio efectivo, no reelección                                                         | Juan O'Gorman             | 1968        |                               |
| La Intervención norteamericana                                                           | Gabriel Flores García     | 1970        |                               |
| Juárez símbolo de la República contra la Intervención francesa                           | Antonio González Orozco   | 1972        | Sala de carruajes históricos. |
| Feudalismo porfirista                                                                    | Juan O'Gorman             | 1973        |                               |
| Villa y Felipe Àngeles, División del Norte                                               | Juan O'Gorman             | 1973        |                               |
| La llegada de los generales Zapata y Villa al Palacio Nacional el 6 de diciembre de 1914 | Arnold Belkin             | 1979        |                               |

## Actividad científica

### Departamentos
Además de su labor como exhibición museográfica, el MNH cuenta con distintos departamentos que se dedican al estudio, preservación y catalogación de sus propias colecciones. Los departamentos son:
- Departamento de investigación. Dado que el museo está emplazado en un sitio histórico, así como por la recepción continua de objetos históricos del país que son resguardados en sus acervos, el museo cuenta con un equipo de investigación que produce materiales académicos y educativos con continuidad.
- Departamento de restauración
- Departamento de servicios educativos